# You Gotta Love Someone
You Gotta Love Someone is een nummer van de Britse zanger Elton John uit 1990. John schreef het nummer samen met Bernie Taupin en werd uitgebracht als single van de soundtrack van Days of Thunder uit 1990. De single werd ook gebruikt om de 2-cd van Rocket Records retrospectief The Very Best of Elton John te promoten en grotendeels uitgegeven op overzeese markten, met uitzondering van de Verenigde Staten, waar de uitgebreidere box met To Be Continued... werd uitgegeven.

## Achtergrond
De single piekte op nummer 43 in de Billboard Hot 100 en stond vijf weken op nummer een in de Adult Contemporary-hitlijst, zijn tiende prestatie daar. In Canada stond het nummer een week lang bovenaan de RPM Top Singles-hitlijst en werd het John's veertiende nummer een single in Canada. In Nederland behaalde het nummer 26e plaats in de Nationale Hitparade en 28e plaats in de Nederlandse Top 40. In Vlaanderen piekte You Gotta Love Someone op nummer 29 in Vlaamse Ultratop 50.
De officiële videoclip voor het nummer werd geregisseerd door Andy Morahan. Het lijkt over het algemeen erg op zijn videoclip uit 1993 voor Billy Joel's hit "The River of Dreams", waarbij verschillende elementen uit de eerdere videoclips (zoals belichting, decors, locaties, camerahoeken, tinten enz.) worden hergebruikt met zeer lichte details.

## Tracklijst
CD single en 12" single
1. "You Gotta Love Someone"
2. "Medicine Man"
3. "Medicine Man" (Elton John met Adamski)

7' single
- A. "You Gotta Love Someone"
- B. "Medicine Man"

7' single (Frankrijk)
- A. "You Gotta Love Someone"
- B. "I Swear I Heard the Night Talking"

7" single (speciale editie VK)
- A. "You Gotta Love Someone"
- AA. "Sacrifice"